# Eumelea ditona
Eumelea ditona là một loài bướm đêm trong họ Geometridae.